# 坎帕拉达
坎帕拉达（義大利語：Camparada），是意大利蒙萨和布里安萨省的一个市镇。总面积1平方公里，人口2104人，人口密度2104.0人/平方公里（2009年）。ISTAT代码为015045。